# Kingdom Hearts (sorozat)
A Kingdom Hearts (キングダムハーツ; Hepburn: Kingudamu Hātsu, ’magyaros átírással Kingudamu Hadzu’) egy akció RPG játék sorozat amit a Square Enix fejleszt és ad ki. A Square Enix és a Disney Interactive Studios együttműködésével jött létre a sorozat. A játék tervezője Tetsuya Nomura. A Kingdom Hearts egy kitalált világban játszódik ahol a Disney és a Square karakterei élnek. A játékban a Disney szereplőinek legtöbbjének az eredeti szinkronszínész adja a hangját, de olyan színészek is hangjukat adják a játék szereplőinek mint Haley Joel Osment, David Gallagher vagy Hayden Panettiere. A játék főhőse egy Sora nevű fiú.
A Kingdom Hearts sorozat jelenleg hat játékot foglal magába. A sorozat legtöbb darabja kivívta a kritikusok elismerését és a kasszáknál is jól teljesített. 2008 szeptemberéig a Kingdom Hearts sorozat játékaiból több mint 12 millió darabot adtak el világszerte (2 milliót PAL területeken, 5,6 milliót Észak Amerikában és 3 milliót Japánban). A játékokon kívül több zene CD-t, figurát, könyvet, mangát és novellát adtak ki.

## Játékok
A sorozatba jelenleg hat játék tartozik. A három főjátékot a Square Enix fejlesztette. Egy V CAST mobiltelefon játékot a Superscape. Egy másik mobiltelefon játékot is a Square Enix fejlesztette, a Nintendo DS játékot pedig a h.a.n.d céggel együtt. A V CAST mobiltelefon játék nem a többi játék történetét folytatja. Jelenleg a Square Enix a Kingdom Hearts Birth by Sleep játékot fejleszti amit majd PlayStation Portablere adnak ki.

### Főjátékok
A Kingdom Hearts játékot Japánban 2002. március 28-án adták ki PlayStation 2 konzolra. Ez Nomura első játéka amit teljesen ő tervezett (általában a karaktereket szokta csak). A Kingdom Hearts-ben a játékos megismerheti a fontosabb szereplők nagy részét. Észak-Amerikában 2002. szeptember 17-én adták ki a játékot. Az amerikai változat olyan dolgokat is tartalmaz amit az eredeti japán kiadás nem. Az amerikai változatot Japánban 2002. december 26-án adták ki Kingdom Hearts Final Mix címen. A Final Mix tartalmazza az amerikai kiadás extráit, de vannak benne új ellenfelek, átvezető jelenetek és fegyverek is.
A sorozat második játéka a Kingdom Hearts: Chain of Memories. Japánban 2004. november 11-én, Észak-Amerikában 2004. december 7-én adták ki. A Chain of Memories a két PlayStation 2 játék között játszódik. A játék harcrendszere eltér az előzőétől mert itt a játékos kártyák segítségével adhat parancsokat Sorának. PlayStation 2-re is kiadták a játékot Kingdom Hearts Re:Chain of Memories címen, amit Japánban 2007. március 29-én adták ki a Kingdom Hearts II Final Mix+ második lemezeként. A játékot Észak-Amerikában 2008. december 2-án adták ki. A játékot Európában még nem adták ki.
A Kingdom Hearts II a sorozat harmadik játéka. A Chain of Memories után játszódik egy évvel. Japánban 2005. december 22-én adták ki PlayStation 2 játékkonzolra. A játékmenet az első játékéhoz hasonló, annak tovább fejlesztett változata. A Kingdom Hearts II Final Mix+ játékban több az átvezető jelenet és a főellenség. A Kingdom Hearts II Final Mix+-t a Kingdom Hearts Re:Chain of Memories játékot egybecsomagolva Kingdom Hearts II Final Mix+ címen adták ki 2007. március 29-én Japánban.
A Kingdom Hearts 358/2 Days a negyedik játék a sorozatban. A Kingdom Hearts és Kingdom Hearts II között játszódik. Főleg Roxas az Organization XIII-ben eltöltött idejéről szól, és magyarázatot ad, miért lépett ki, és kereste a válaszokat a létezése körüli kérdésekre. A játékot a 2007-es Tokyo Game Show jelentették be. Japánban 2009. május 30-án adták ki Nintendo DS-re. Észak-Amerikában 2009. szeptember 29-én fogják kiadni, Európában pedig 2009. október 9-én.
A Kingdom Hearts: Coded a sorozat ötödik része, ami mobiltelefonokra jelent meg nyolc részletben, kizárólag Japánban. A játék átdolgozott változatát Kingdom Hearts Re:Coded címen adták ki Amerikában és Európában Nintendo DS platformra, ami mind a nyolc részt tartalmazta, emellett grafikailag is fejlődött és több átvezető jelenetet tartalmazott. A játék a Kingdom Hearts II után játszódik Miki egérrel, Donald kacsával, Goofyval és Jiminy Crickettel a főszerepben.
A Kingdom Hearts Birth by Sleep a hatodik játék a sorozatban, az első amit PlayStation Portable-re adtak ki. 10 évvel játszódik a Kingdom Hearts előtt. A játék 3 részből áll, mindegyik külön főszereplővel. Ők Terra, Ventus és Aqua, akik Eraqus Mester tanítványai. Külön utakon járva, mind a hirtelen eltünt Xehanort Mester nyomába erednek. Európában 2010. szeptember 10-én, Észak-Amerikában 2010. szeptember 7-én jelent meg.
A Kingdom Hearts 3D :Dream Drop Distance a hetedik játék a sorozatban, hamarosan Nintendo 3DS-re is megjelenik, Japánban 2012. március 29-én. (A kiadása a többi régióban 2012 vége felé várható.)
A sorozatban a KH:Coded után játszódik, de a KH3 előtt(a játék szorosan kapcsolódni fog a Kingdom Hearts 3-hoz) A Japán Gamer eseményen , és az E3-on közzétett hivatalos videókból kiderül, hogy a játék 2 fő játszható karaktere Riku és Sora lesz, akiket hivat Yen Sid, a varázsló, és közli velük, hogy le kell tenniük a Mark of Masteryt, hogy keyblade lovagok legyenek.

## V CAST
Ezt a Kingdom Hearts részt csak V CAST mobiltelefonokra adták ki Japánban 2004. október 1-jén, Észak-Amerikában pedig 2005. február 4-én. A V CAST e legelső játékai közé tartozik. A játékot a Superscape fejlesztette és a Disney Mobile adta ki.
A játék úgy kezdődik, hogy Sora hajótörést szenved egy látszólag lakatlan szigeten és meg kell találni barátjait Goofy-t és Donald kacsát. A játékot a kritikusoknál az irányítása miatt nagyobb pontszámot, de a grafika a GameSpot szerint nagyon szép.

## A sorozat jövője
2012. március 29-én tervezik kiadni a sorozat hetedik, Kingdom Hearts 3D: Dream Drop Distance című epizódját Nintendo 3DS platformra, ami a Kingdom Hearts coded történetét folytatja. Nomura azt mondta, hogy a 358/2 Days, a Coded és a Birth by Sleep játékok többek mint egyszerű melléktörténetek.

## Egyebek
A Kingdom Hearts játékoknak több verziója is van. A japán, az észak-amerikai és az európai kiadások mellett a japán újra-kiadott verziók. A Square Enix és a Disney is több tárgyat készített a játék kiadása előtt és utána is. Ezek kis figurák, de akár ruhák és ékszerek is lehetnek. A Kingdom Hearts és a Kingdom Hearts II zenéjét is kiadták. Egy kilenc lemezes verziót is kiadtak. A japán Tomy cég kártyajátékot is kiadott. Ennek angol nyelvű verzióját 2007-ben a Fantasy Flight Games dobta piacra. Több manga és novella is napvilágot látott. A Disney vidámparkokban és üzletekben nem lehet Kingdom Hearts tárgyakat vásárolni.
Mint a Final Fantasy játékok is, úgy a Kingdom Hearts három főjátékához is adtak ki Ultimania könyveket. Összesen hat ilyen könyvet. Ezekben végigjátszások és interjúk vannak. A Kingdom Hearts II Final Mix+ játékhoz adtak egy keményfedeles könyvet a Kingdom Hearts -Another Report--ot is. Ebben a játékról található információk, Shiro Amano rajzai és interjúk találhatók. A Brady Games Észak-Amerikában mindegyik játékhoz adott ki végigjátszást. A Kingdom Hearts II-höz kétféle kiadásban is, a sima változatban és a limitált változatban. A limitált kiadást négyféle borítóval készítették és a Jiminy's Journal egy másolatát is tartalmazza négyszáz darab matricával.

## Mangák és novellák
A manga Japánban és Észak-Amerikában is megjelent. A történetét Shiro Amano találta ki, ő is rajzolta. A játékok történetét folytatja. Japánban a Square Enix Monthly Shōnen Gangan újságában jelent meg tankóbon formában. Az első kötetet 2003 októberében jelent meg. Az Államokban a Tokyopop adta ezt ki 2005 októberében. Európában elérhető olasz és német fordításban, az Egmont:Manga&Anime kiadásában. (ellentétben az amerikai mangákkal itt az összes megjelent német fordításban) A Kingdom Hearts-nek, a Kingdom Hearts: Chain of Memories-nak és a Kingdom Hearts II-nek jelentek meg mangái. A Kingdom Hearts mangája négy kötetben, a Kingdom Hearts: Chain of Memories, két kötetben jelent meg. A Kingdom Hearts II mangáját még jelenleg is készítik, az utolsó rész várhatóan 2012 májusában jelenik meg Japánban. Ennek első kötetét 2006 decemberében adták ki Japánban és 2007. július 3-án az Államokban.
A novellákat Tomoco Kanemaki írta és Shiro Amano rajzolta. Mint a mangánál is úgy itt is játékokra bontották a novellát. A Kingdom Hearts kötetben a „The First Door” és a „Darkness Within” kötetben jelent meg. A Kingdom Hearts: Chain of Memories novellája három kötetben jelent meg, a Kingdom Hearts II novellája pedig négy kötetben, a „Roxas—Seven Days”-ben, a „The Destruction of Hollow Bastion”-ben, a „Tears of Nobody”-ban és a „Anthem—Meet Again/Axel Last Stand”-ben.

## Gyakori elemek

### Disney ésFinal Fantasyszereplők
A Kingdom Hearts világában a Disney és a Final Fantasy figurái és a Nomura által rajzolt lények élnek. A játéknak saját világa van, de több Disney film és rajzfilm helyszínét be lehet járni. Sorának be kell járni ezeket a világokat és a Disney karaktereit meg kell védenie. Ezek gyakran a filmek eseményeit másolják. Ezek a szereplők nem hagyhatják el saját világukat. A Mooglek a Final Fantasy játékok teremtményei is feltűnnek a sorozatban, náluk lehet vásárolni és tárgyakat készíteni.

### Történet
A három főjátékban Sora Kairit és Rikut keresi. Az első játékban látható ahogy Sora és barátjai elveszítik egymást amikor a Heartlessek megtámadják a világukat. Sora megszerzi a Keybladet amivel le lehet győzni ezeket. Ezek után Sora találkozik Donald kacsával és Goofyval akik a „kulcsot” keresik. Ők hárman több Disney világot is bejárnak, hogy lezárják ezen világok „szívét”, ezzel megakadályozva, hogy több Heartless jusson be abba a világba. Ezeket Maleficent (magyar nyelvű rajzfilmekben Demona) irányítja. Legyőzik Maleficentet, de rájönnek, hogy nem ő az igazi gonosz hanem Ansem. Ansem meg akarja nyitni az utat a „Kingdom Hearts”-höz. Sora, Donald, és Goofy legyőzi Ansemt, majd Riku és King Mickey segítségével lezárják az utat.
Miután lezárták az utat Riku és King Mickey erednek, majd a Castle Oblivionba érnek. Amint belépnek a kastélyba elveszítik a memóriájukat. Fekete csuklyás alakokkal, az Organizationnel találkoznak. A kastélyba Sora rájön, hogy egy Naminé nevű lány vette el emlékezetét akit az Organization foglyul ejtett. Hogy visszaszerezzék emlékezetüket Naminé Sorát, Donaldot és Goofyt egy évre elaltatta. Riku a pincében találja magát majd King Mickey segítségével halad tovább. Riku az Organization tagjaival is és a szívében rejlő sötétséggel is küzd.
Egy évvel később Sora, Donald, és Goofy Twilight Townban ébred. A Castle Oblivion elfelejtették. Újra elkezdik keresni Rikut és King Mickeyt. Maleficent Petetel szövetkezve visszanyerte erejét. Sora újra bejárja a Disney világokat, hogy megoldja azokat a problémákat amiket az Organization XIII, a Heartlessek, Maleficent és Pete vagy a helyi lakók okoztak. Kairit elrabolja az Organization. Találkoznak King Mickeyvel akinek elmondják, hogy az az Ansem amit Sora legyőzőtt Xehanort Heartlesse volt. Xemnas az Organization XIII vezetője azt mondja, hogy ő Xehanort Nobodyja. Soráék elérnek az Organization XIII bázisára. Ansem a gépével ki akarta szívni a Kingdom Hearts erejét, de a gép nem bírta, felrobbant és megölte Ansemet. A kastély tetején Sora és barátai Xemnasszal küzd aki a Kingdom Hearts maradék erejét használja ellenük. Xemnas veresége után Sora és Riku hazatértek a Destiny Islandsre. Később Sora, Riku és Kairi kap egy levelet King Mickeytől.

### Játékmenet
A Kingdom Hearts játékokban vannak akció elemek, de RPG játékok elemeit is tartalmaz. A főtörténet lineáris, de több mellékküldetés is van. A játékos Sorát irányítja. Sora általában Donalddal és Goofyval harcol. A játékokban valós idejű a harc, de ez mindegyik játékban máshogy néz ki.
A Gummi Ship a sorozat egy másik fontosabb eleme, de ez nincs benne a második játékban. A Gummi Shipekkel utazhat Sora a világok között, de lehet is velük harcolni. Ezek a harcok a régi shooterekhez hasonló. Mivel az első játékban ez nem tetszett a kritikusoknak ezért a harmadik játékban ennek módosított változata szerepel. Mindhárom játékba Sorának van egy naplója. Ebben a naplóban a történet, a szereplők, az ellenségek és a világok vannak benne. Ezt a naplót Jiminy Cricket vezeti.
A játék RPG elemei a Final Fantasy sorozatból lettek átemelve a játék hack-and-slash rendszerére. Mint az RPG játékokban a Kingdom Hearts-ben is a játékos tapasztalati pontokat kaphat, szintet léphet és ezzel új képességeket szerezhet. Tapasztalati pontokat a csapat összes tagja kaphat.

## Fejlesztés
Az első Kingdom Hearts játékot 2000 februárjában kezdték el fejleszteni. A játékot Tetsuya Nomura tervezte és Shinji Hashimoto rendezte. Hashimoto találta ki a sorozat ötletét amikor a Disney egyik főnökével találkozott egy liftben Nomura a Final Fantasy játékokban az ellenfeleket tervezte. A Final Fantasy VII hozta meg neki a népszerűséget és az elismerést. A Kingdom Hearts játékokban is ellátott hasonló szerepet. A fejezeteket Kazushige Nojima írta aki 2003-ban kilépett a Squaretől. Eredetileg egyszerű lett volna a történet és a játékmenetre koncentráltak volna, hogy a kisebb gyerekek is könnyedén játszhassanak a játékkal. Hironobu Sakaguchi mondta Nomurának, hogyha a játék nem lesz olyan szintű mint a Final Fantasy sorozat akkor a játék bukás lesz.
Nomura a Kingdom Hearts-be tett egy rejtett előzetest a következő játékról. Nem volt benne biztos, hogy a játékosok akarnak-e egy folytatást. Miután a Kingdom Hearts Final Mix elkészült elkezdték a Kingdom Hearts II fejlesztését. Több feltétele volt annak, hogy a folytatás fejlesztését elkezdhessék. Az egyik az volt, hogy Mickey Egérnek többet kell szerepelnie; mert Mickey szerepe az első játékban nagyon kicsi volt. Nomura úgy tervezte, hogy a folytatás egy évvel az első után fog játszani, így több megválaszolatlan kérdésre is válaszolva. Végül a két játék közötti eseményeket a Kingdom Hearts: Chain of Memories meséli el. Nomura nem volt biztos abban, hogy jó ötlet lesz kiadni a játékot Game Boy Advancere, mert nem volt benne biztos, hogy a 3D-s elemeket át lehet ültetni 2D-be is. Ezt a döntését megváltoztatta, miután hallotta, hogy a gyerekek handheld konzolon akarnak Kingdom Hearts játékkal játszani.
A Disney Nomurának és csapatának szabad kezet adott a szereplők és a világok megalkotásában. Nomura azt mondta, hogy a Disney karaktereit könnyű lesz a játékba tenni mert legtöbbjüknek nincs „sötét oldala”, de mindegyiknek megvan a maga személyisége. Úgy érezte, hogy a több világot nehéz lesz egységessé formálni.
A Final Fantasy szereplők a rajongók és a stáb kérésére lettek benne a játékban. Egy kikötés az volt, hogy ezeknek a karaktereknek illeniük kell a Kingdom Hearts világába. Nomura nem szerette volna azokat a karaktereket betenni a játékba amiket nem ő rajzolt, mert ezeknek a karaktereknek nem ismeri a történetét. Ezt a döntését a csapata kérése miatt megváltoztatta.
A Kingdom Hearts-öt a 2001-es E3-an mutatták be. Sorát, Rikut, Kairit és a Heartlesseket Nomura tervezte. 2002. május 14-én az újságokban megírták az angol szinkronszínészeket akik a játékban fognak szerepelni. A három új szereplőnek Haley Joel Osment, David Gallagher és Hayden Panettiere adta a hangját. Ekkor jelentették be, hogy a Disney karaktereknek az eredeti színészek fogják a hangjukat adni.
A Kingdom Hearts-ben és a Kingdom Hearts Final Mix-ben volt a következő játékról egy rejtett előzetes. A japán videójátékokkal foglalkozó Quiter oldalán azt írták, hogy ezt „egy névtelen személy megerősíti a Square Japannél”. 2003 szeptemberében a Tokyo Game Show jelentették be a két új játék érkezését hivatalosan. A 2004-es E3-on a Square Enix konferencián Shinji Hashimoto bejelentette, hogy a játék sok olyan dologra választ fog adni ami az elsőben megválaszolatlanul maradt
A játékok népszerűsítése céljából mindegyik játéknak hoztak létre weboldalt és a játékokat több helyen is demózták. Japánban mindegyik játékot bónusz tartalmakkal újra kiadták. A Kingdom Hearts: Chain of Memories-t Kingdom Hearts Re:Chain of Memories címen adták ki PlayStation 2 3D grafikával, szereplők hangjával és új tartalmakkal.

### Zene
A sorozat zenéjét Yoko Shimomura komponálta. Kaoru Wada a zenekari számokon dolgozott a sorozatban. Ezeket a számokat az Új Japán Filharmonikus Zenekar és a Tokyo Filharmonikus Zenekar adja elő. Az első és a harmadik játék zenéjét CD-n is kiadták. Később kiadtak egy CD-t amin a sorozat összes játékának a zenéje megtalálható.
Néhány Disney számot egy az egyben átvettek a filmekből, de a legtöbbet újrakomponálták. A játékban minden világnak más a háttér zenéje és minden világban más számok szólnak harc közben. A Sephiroth elleni harc alatt Nobuo Uematsu One-Winged Angel száma hallható a Final Fantasy VII-ből.
A Kingdom Hearts főszámát a japán popsztár Utada Hikaru énekli. A két főszám a Hikari a Kingdom Hearts-ből és a Chain of Memories-ból, és a Passion a Kingdom Hearts II-ből. Mindegyik számnak meg van az angol nyelvű megfelelője. Tetsuya Nomura csak Utadára gondolt amikor azon gondolkozott, hogy ki énekelje az első játék főzenéjét. Ez volt az első alkalom amikor Utada egy videójáték zenéjét énekelte. Mindkettő szám Japánban sikeres lett. Az Oricon heti toplistáján 2002-ben a Hikari első lett, míg a Passion 2005-ben negyedik.

### Szinkron színészek
A Kingdom Hearts angol és japán kiadásaiban is híres színészek adják a szereplők hangját. A japán verzióban Miyu Irino – Sora, Risa Uchida – Kairi, Mamoru Miyano – Riku. A harmadik játékban Kōki Uchiyama – Roxas, Iku Nakahara – Naminé, Genzō Wakayama – DiZ. Egyéb híresebb színészek akik részt vettek a játékban: Kōichi Yamadera, Hideo Ishikawa, Maaya Sakamoto, Takahiro Sakurai, Takashi Aoyagi, Yū Shimaka és Shinichirō Miki.
Az angol kiadásban a Disney karakterek az eredeti szinkronjukat kapták. Wayne Allwine, Tony Anselmo, és Bill Farmer adta hangját Mickey egérnek, Donald kacsának és Goofynak. A főbb karaktereknek ismert színészek adták a hangjukat. Az első játékban: Haley Joel Osment – Sora, David Gallagher – Riku, Hayden Panettiere – Kairi. A Kingdom Hearts II-ben: Jesse McCartney – Roxas, Brittany Snow – Naminé, Christopher Lee – DiZ. Egyéb ismertebb színészek akik a hangjukat adták a játékhoz: Sean Astin, Steve Burton, Billy Zane, Will Friedle, Mandy Moore, Ming-Na, David Boreanaz és James Woods.

## Kritikák
| Játék                               | Game Rankings | Metacritic | Metacritic |
| ----------------------------------- | ------------- | ---------- | ---------- |
| Kingdom Hearts                      | 86,52%        | 85         |            |
| Kingdom Hearts V CAST               | 68%           | —          |            |
| Kingdom Hearts: Chain of Memories   | 77,37%        | 76         |            |
| Kingdom Hearts II                   | 86,98%        | 87         |            |
| Kingdom Hearts Re:Chain of Memories | 70,60%        | 87         |            |
| Kingdom Hearts 358/2 Days           | 74,50%        | —          |            |

A sorozat legtöbb darabja kivívta a kritikusok elismerését és a kasszáknál is jól teljesített. 2005. decemberéig a sorozat játékaiból több mint 8,5 millió darab fogyott el. 2008. szeptemberéig a Kingdom Hearts sorozat játékaiból több mint 12 millió darabot adtak el világszerte (2 milliót PAL területeken, 5,6 milliót Észak Amerikában és 3 milliót Japánban). A három főjátékból már a kiadásuk idején is sok fogyott. Észak-Amerikában a kiadás napjától számított két hónapig a Kingdom Hearts benne volt a három legjobban fogyó videójátékok között. A Chain of Memories-ból Japánban az első 48 óra alatt 104,000 darabot adtak el (ezzel rekordot állítva be). Ezzel a Japán eladási listák első helyére ugrott. Abban a hónapban amikor kiadták Amerikában a játékot a GameSpot ChartSpotján első volt a handheld játékok között és hatodik az összes játék között. A Kingdom Hearts II-ből egy hét alatt 1 millió darabot szállítottak a boltokba, ebből 730,000 darabot adtak el. 2006 márciusában az NPD Group azt mondta, hogy a Kingdom Hearts II a 614,000 eladott példányával Észak-Amerika legjobban fogyó konzolos videójátéka. Egy hónappal a megjelenése után Észak-Amerikában a Kingdom Hearts II-ből 1 millió darabot adtak el.
Az első két játék a japán Famitsu magazintól 36/40 pontos értékelést kapott, a harmadik pedig 39/40 pontosat. Mind a négy játéknak dicsérték a grafikáját. A Game Informer szerint a sorozat „must-play” (szó szerint: muszáj vele játszani). Több díjat is nyertek ezek a játékok. A GameSpot azt mondta, hogy a „Final Fantasy komolyabb elemeit a Disney gyerekesebb világával összehozni szinte lehetetlen, de ez a Kingdom Hearts-nek sikerült”. A Kingdom Hearts a „Legjobb Crossover a Capcom vs. SNK óta” díjat kapta tőlük 2002-ben. Az IGN a Kingdom Hearts-nek 2003-ban a „Legjobb Rajz/Rendezés” díjat adta. A G4 a G-Phoria díjátadón 2003-ban a „Legjobb Történet” díjat adta. Az Electronic Gaming Monthly a „2006-os év Legjobb Folytatása” díjat adta a Kingdom Hearts II-nek. Famitsu 2005-ös „Év Játéka” díján a Resident Evil 4-el az első helyen végzett. A mangákat is jónak értékelték. Ezeknek több kötete is fent volt a USA Today Top 150 listáján. A legtöbbet eladott kötet a 4. ami a USA Today #73. helyét érte el. Mindegyik kötet legalább két hétig fent volt a listán, de a negyedik kötet négy hétig is.